# Sclerochiton odoratissimus
Sclerochiton odoratissimus är en akantusväxtart som beskrevs av Olive Mary Hilliard. Sclerochiton odoratissimus ingår i släktet Sclerochiton och familjen akantusväxter. Inga underarter finns listade i Catalogue of Life.